# 75 mm Mle GPIII
Il Canon de 75 Modèle Grande Portée III, abbreviato in 75 Mle GPIII era un cannone da campagna belga, impiegato nella seconda guerra mondiale. L'azienda armiera Cockerill ritubò le canna dei pezzi ex tedeschi da 7,7 cm FK 16 ceduti in riparazione dei danni della prima guerra mondiale, in modo da convertirli alla munizione standard belga da 75 mm. Nel 1940, allo scoppio della guerra, i 318 pezzi convertiti costituivano l'ossatura dell'artiglieria da campagna belga insieme ai 75 mm Mle 1905 TR. Dopo l'invasione tedesca del Belgio, i pezzi catturati dalla Wehrmacht vennero riutilizzati come 7,5 cm Feldkanone 236(b).